# Vennaskond
Vennaskond è un gruppo New romantic/Psychobilly formato nel 1984 da Tony Blackplait (voce), Al Vainola (chitarra), Roy Strider (chitarra), Ed Edinburgh (basso) e Anneli Kadakas (batteria). Il gruppo si è sciolto all'inizio del 2007.

## Formazione
- Tony Blackplait - voce
- Al Vainola - chitarra
- Roy Strider - chitarra
- Ed Edinburgh - basso
- Anneli Kadakas - batteria

## Discografia

### Album
- 1991 - Ltn. Schmidt'i pojad
- 1991 - Girl In Black
- 1992 - Rockipiraadid
- 1993 - Usk. Lootus. Armastus
- 1993 - Vaenlane ei maga
- 1994 - Võluri tagasitulek
- 1995 - Inglid ja kangelased
- 1996 - Mina ja George
- 1997 - Reis Kuule
- 1999 - Insener Garini hüperboloid
- 1999 - Priima
- 1999 - Warszawianka
- 2001 - Ma armastan Ameerikat
- 2001 - News from Nowhere
- 2003 - Subway
- 2005 - Rīgas Kaos

### Film
- 1998 - Millennium (dir. Tõnu Trubetsky, 1998, VHS, 90 min., Faama Film/Eesti Tõsielufilm/Trubetsky Pictures)
- 2001 - I Love America (dir. Tõnu Trubetsky, 2001, VHS, 140 min., DayDream Productions/Kaljukotkas/Trubetsky Pictures)
- 2004 - An Autumn in Eastern Europe (dir. Tõnu Trubetsky, 2004, 2DVD, 185 min., Vennaskond/DayDream/Trubetsky Pictures),
- 2006 -  New York (dir. Tõnu Trubetsky, 2006, DVD, 140 min., Trubetsky Pictures).

### Canzoni top one in Estonia
- 1993 - Insener Garini hüperboloid
- 1993 - Lili Marleen
- 1993 - Kopenhaagen
- 1994 - Elagu Proudhon!
- 1994 - Selle laulu mina ise luuletasin
- 1994 - Pille-Riin
- 1995 - Õhtud Moskva lähistel
- 1995 - 10203
- 1996 - Subatlantiline kohtumine
- 2000 - 101. kilomeeter
- 2001 - Saepurulapsed
- 2002 - Ma armastan Ameerikat